# Kurosaki Hisashi
Kurosaki Hisashi (sinh ngày 8 tháng 5 năm 1968) là một cầu thủ bóng đá người Nhật Bản.

## Đội tuyển bóng đá quốc gia Nhật Bản
Kurosaki Hisashi thi đấu cho đội tuyển bóng đá quốc gia Nhật Bản từ năm 1989 đến 1997.

## Thống kê sự nghiệp
| Đội tuyển bóng đá Nhật Bản | Đội tuyển bóng đá Nhật Bản | Đội tuyển bóng đá Nhật Bản |
| Năm                        | Trận                       | Bàn                        |
| -------------------------- | -------------------------- | -------------------------- |
| 1989                       | 7                          | 1                          |
| 1990                       | 2                          | 0                          |
| 1991                       | 0                          | 0                          |
| 1992                       | 0                          | 0                          |
| 1993                       | 1                          | 0                          |
| 1994                       | 1                          | 0                          |
| 1995                       | 10                         | 3                          |
| 1996                       | 2                          | 0                          |
| 1997                       | 1                          | 0                          |
| Tổng cộng                  | 24                         | 4                          |